# 건강토크쇼 맘스닥터
건강토크쇼 맘스닥터는 매주 금요일 오전 10시에 OBS경인TV에서 방송된 텔레비전 프로그램이다.

## 기획 의도
30대 후반 여성을 대상으로 건강에 대해 해결책을 제시하는 텔레비전 프로그램이다.

## 역대 진행자
진행자는 2014년 3월 14일을 기준으로 한다.
- 1대 김준호, 최지해 : 2014.3.14 ~ 2014.6.13

## 방송 회차

### 2014년
| 회차 | 방송일   | 제목 (원제) |
| ---- | -------- | ----------- |
| 1    | 3월 14일 | 복부비만    |
| 2    | 3월 21일 | 피부노화    |
| 3    | 3월 28일 | 노안        |
| 4    | 4월 4일  | 각질        |
| 5    | 4월 11일 | 통증        |
| 6    | 4월 18일 | 입안의 노화 |
| 7    | 4월 25일 | 다크서클    |
| 8    | 5월 2일  | 지방이식    |
| 9    | 5월 9일  | 영양제      |
| 10   | 5월 16일 | 색소질환    |
| 11   | 5월 23일 | 임플란트    |
| 12   | 5월 30일 | 관절        |
| 13   | 6월 13일 | 갱년기      |